# Torre Windsor
A Torre Windsor foi um dos primeiros arranha-céus inteligentes construídos em Madrid, na Espanha. Tinha 106 metros de altura e contava com 32 pisos; estava situado em pleno centro financeiro da cidade, na zona de AZCA. Era propriedade da sociedade Asón Inmobiliaria de Arriendos controlada pelo El Corte Inglés. O nome era oriundo de uma famosa discoteca na cave do edifício, a discoteca Windsor.
A construção da torre começou em 1973, terminando seis anos mais tarde, em 1979: Os arquitectos da obra foram Pedro Casariego Hernández Vaquero, Luis Alemany Indarte, Rafael Alemany Indarte, Ignacio Ferrero Ruiz de la Prada, Genaro Alas Rodríguez e Manuel del Río Martínez. O projecto inicial previa uma torre de escritórios e, nos pisos inferiores, conteria salas de espectáculos, algum comércio e um parque de estacionamento. Foi o edifício mais alto do complexo de AZCA até à construcção da Torre Picasso.

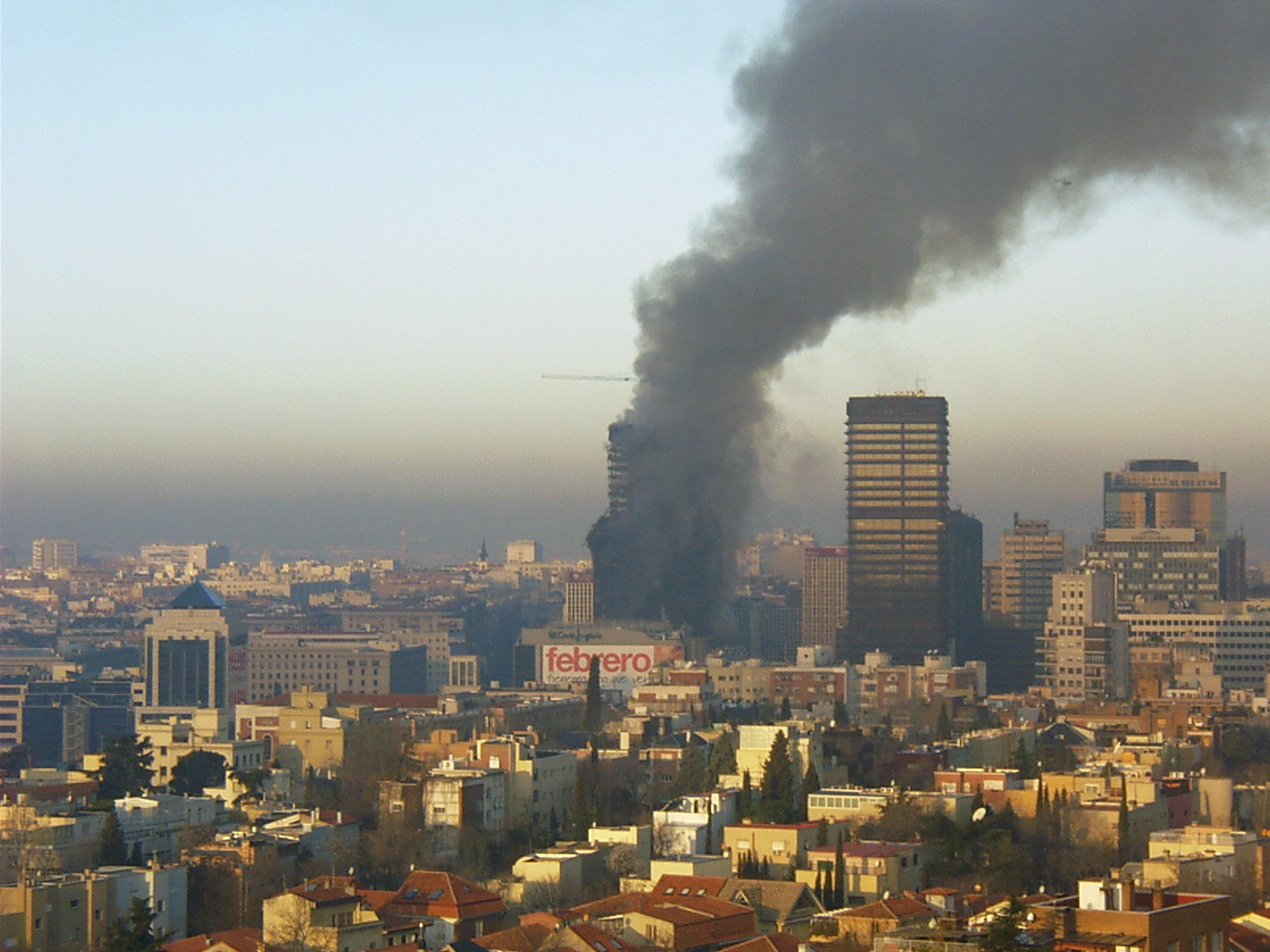
A torre Windsor ardendo na manhã de 13 de Fevereiro de 2005

## Incêndio
Na noite de 12 de Fevereiro de 2005, deflagrou na Torre Windsor um incêndio no 21º andar. O fogo atingiu rapidamente os pisos superiores, deixando o edifício inutilizável. Apesar da estrutura de aço não ter cedido, o edifício foi demolido em Agosto desse ano.